# Capitel do Leão de Açoca

Brasão de armas da Índia, no qual há uma réplica do Capitel do Leão de Asoca.

Capitel do Leão de Açoca ou Asoca, (em hindi: അശോകസ്തംഭം) é uma escultura de quatro "leões indianos". Foi originalmente posta no topo do Pilar de Asoca em Sarnath, agora no estado de Uttar Pradesh, Índia. O pilar, algumas vezes chamado de Coluno Asoca ainda está em sua localização original, mas o Capitel do Leão está agora no Museu de Sarnath. O Capitel do Leão de Asoca de Sarnath tem sido adotado como Emblema Nacional da Índia e na roda Ashoka Chakra em sua base e foi colocada no centro da Bandeira Nacional da Índia.